# Єдине фахове вступне випробування
Єди́не фахове́ вступне́ ви́пробування (ЄФВВ) — форма вступного випробування в Україні для вступу на навчання для здобуття ступеня магістра, яка передбачає оцінювання рівня підготовлености вступника з фаху.
Станом на 2024 рік для вступу на магістратуру на спеціальності дев'яти галузей знань «Соціальні та поведінкові науки», «Журналістика», «Управління та адміністрування», «Право», «Публічне управління та адміністрування», «Міжнародні відносини», «Освіта / Педагогіка» (окрім «Фізичної культури та спорту»), «Інформаційні технології» та «Сфера обслуговування» потрібно, окрім ЄВІ, скласти ще ЄФВВ.
До 2022 року ЄВІ проходило із використанням організаційно-технологічних процесів здійснення зовнішнього незалежного оцінювання (ЗНО). З 2023 року ЄФВВ, як і НМТ та ЄВІ, відбувається у формі комп’ютерних онлайн-тестів, які можна буде пройти лише в спеціальних тимчасових екзаменаційних центрах (ТЕЦ).
У 2024 році тестування з ЄФВВ проходить традиційно у дві сесії:
- основна: 24 червня — 15 липня;
- додаткова: 31 липня — 14 серпня.

Основний етап реєстрації осіб для участі в основній сесії ЄВІ тривав з 7 травня до 29 травня включно.

## Історія

### 2016
Уперше вступні випробування для здобуття ступеня магістра за спеціальністю «Право» з використанням організаційно-технологічних процесів здійснення зовнішнього незалежного оцінювання учасники проходили 2016 року. Тоді іспити було проведено лише у п’яти містах України – Києві, Львові, Одесі, Полтаві та Чернівцях.  Дев’ять університетів країни, які долучилися до експерименту, здійснювали прийом до магістратури випускників-бакалаврів на підставі результатів  єдиного іспиту, формат проведення якого був максимально наближений до незалежного оцінювання випускників закладів загальної середньої освіти.

### 2017
Вже 2017 року всі охочі здобути ступінь магістра за спеціальністю 081 «Право» проходили єдине фахове вступне випробування. Тоді воно містило три блоки:
- перший блок – тестування із загальних навчальних правничих компетентностей: аналітичне, критичне й логічне мислення (ТЗНПК);

- другий блок – тестування із шести базових юридичних (правничих) дисциплін: конституційне право, адміністративне право, цивільне право, цивільне процесуальне право, кримінальне право, кримінальне процесуальне право (Право);

- третій блок – тестування з іноземної мови (англійської,  німецької або французької) (Іноземна мова).

### 2018
2018 року було значно розширено перелік спеціальностей, вступ на які відбувався на основі вступних випробувань із застосуванням процесів ЗНО, також змінено специфіку тестування. Відтак вступники на навчання для здобуття ступеня магістра за спеціальностями 081 «Право» та 293 «Міжнародне право» проходили єдине фахове вступне випробування і складали єдиний вступний іспит (ЄФВВ та ЄВІ).

### 2019
У 2019 році ЄФВВ по праву розділили на 2 блоки. Перший блок — право, який включав завдання з 8 базових юридичних дисциплін: ті, які раніше були, а також міжнародне публічне право та міжнародний захист прав людини. Другий блок ЄФВВ по праву — тестування із загальних навчальних правничих компетентностей (ТЗНПК). Він містив завдання з оцінки критичного, аналітичного і логічного мислення. Тести складалися відповідно до Програми, затвердженої наказом МОН від 8 квітня 2016 р. №409.

### 2021
Вступники, які планують продовжити навчання на магістратурі зможуть використовувати результати ЄВІ 2020-го та 2021 року, але результати єдиного фахового вступного випробування (ЄФВВ) – тільки 2021 року.

### 2022
11 лютого 2022 року Міністерство освіти і науки України затвердило програми для проведення ЄФВВ до магістратури зі спеціальностей галузей знань «Соціальні та поведінкові науки», «Журналістика», «Управління та адміністрування», «Право», «Публічне управління та адміністрування» та «Міжнародні відносини».
Після початку повномасштабного російського вторгнення в Україну у 2022 році ЄФВВ, як і ЗНО, ДПА та ЄВІ, було скасовано. 24 березня 2022 року Верховна Рада України ухвалила законопроєкт №7132, який дозволяє одноразову зміну алгоритмів вступу до закладів вищої освіти і складання контролю якості освіти. 1 травня 2022 року Закон України від «Про внесення змін до деяких законодавчих актів України у сфері освіти» набрав чинности.
Для здобуття ступеня магістра на основі ступеня бакалавра в 2022 році передбачалось проведення спрощених аналогів ЄВІ та ЄФВВ – магістерського комплексного тесту (МКТ) для спеціальностей «Право», «Міжнародне право» та магістерського тесту навчальної компетентності (МТНК) для кон’юнктурних спеціальностей, які проводили подібно до національногоий мультипредметного тесту (НМТ). Для інших спеціальностей вступ відбуватиметься за результатами фахового іспиту в закладі вищої освіти.

### 2023
У 2023 році було проведено ЄФВВ, проте, як і НМТ, воно відбулося у формі комп'ютерних онлайн-тестів, які можна було пройти лише у спеціальних тимчасових екзаменаційних центрах (ТЕЦ), створених у населених пунктах України (за погодженням з органами державної влади), а також за кордоном. Основна сесія ЄФВВ відповідно до календарного плану УЦОЯО на 2023 рік проходила з 23 червня по 21 липня, а додаткова сесія з 3 серпня по 16 серпня.
Предметні тести ЄФОВ у 2023 році містили вже 140 завдань, на виконання яких відведено 180 хвилин. Тест загальної навчальної компетенції (ТЗНК) став частиною ЄВІ (до 2022 року було тестування із загальних навчальних правничих компетентностей (ТЗНПК)).

### 2024
У квітні 2024 року Міністерство освіти і науки України затвердило програми ЄФВВ з інформаційних технологій та ЄФВВ з педагогіки та психології.
Програма ЄФВВ з інформаційних технологій містить 10 тематичних розділів: Алгоритми та обчислювальна складність, архітектура обчислювальних систем, бази та сховища даних, інженерія систем та програмного забезпечення, кібербезпека та захист інформації, математика в ІТ, мережі та обмін даними, операційні системи, основи мов програмування та штучний інтелект.
Програма ЄФВВ з педагогіки та психології передбачає 4 тематичні розділи:
- основи педагогіки та психології;
- історія та теорія педагогіки та психології;
- способи дослідження у педагогіці та психології;
- прикладні психолого-педагогічні засади освіти, навчання, виховання та розвитку особистості.

У 2024 році основна сесія ЄФВВ згідно з календарним планом УЦОЯО проходила з 24 червня по 15 липня, а додаткова сесія з 31 липня по 14 серпня.